# 운수 나들목
운수 나들목(Unsu IC)은 광주광역시 광산구 운수동에 설치된 무안광주고속도로의 8번 교차로이자 무안광주고속도로의 종점이다. 같은 노선 번호를 가진 고속도로인 광주대구고속도로와는 직결이 되지 않는다.
도시고속화도로인 무진대로와 상호직결되어 광주광역시청, 광천터미널 (유스퀘어)로 갈 수 있다.인근에보문고등학교와 매일유업 광주공장이 있다.

## 연혁
- 2008년 5월 28일 : 무안광주고속도로 나주 ~ 광주 구간 개통에 따라 영업 개시[1]
- 2008년 6월 13일 : 2008년 12월까지 호남대학교 민원으로 인한 운수 나들목 일부 램프 연장 공사로 인해 전라남도 무안군 현경면 동산리 ~ 광주광역시 광산구 소촌동 40.79km 구간 도로구역 변경[2]
- 2016년 11월 5일 : 광주에서 나주 방향 연결램프 개통[3]
- 2017년 5월 18일 : 하남진곡산단로 연결로 일부 램프가 입체화 및 호남고속도로 북광산 나들목, 첨단지구 방향 연결

## 구조물 정보
- 위치: 광주광역시 광산구 운수동

## 접속하는 도로
- 무진대로
- 동곡로
- 하남진곡산단로
- 간접 연결 : 국도 제13호선, 국도 제22호선 (어등대로, 운수 교차로 이용)